# Vlad-Mircea Pufu
Vlad-Mircea Pufu (n. 26 mai 1971, Buzău, România) este un senator român, ales în 2020 din partea PNL. 